# 岡山市内の通り
岡山市内の通り（おかやましないのとおり）は、岡山県岡山市内の愛称がついている通りの一覧である。
「通り」と「筋」の違いは大阪府大阪市と同じく、原則として南北方向に延びる道を「筋」（すじ）、東西方向に延びる道を「通」（とおり）と定めている。

## 都心部

### 愛称命名道路

#### あ行
- あくら通り（岡山市道101000144号東島田内山下線）
- 旭川さくらみち（岡山市道101000026号高島小橋町線 - 岡山市道101000028号小橋町沖元線）
- 石山みち（岡山市道301000081号石関町内山下線）
- 烏城みち（岡山市道301000081号石関町内山下線 - 岡山市道401008010号丸の内10号線）
- 枝川筋（岡山市道101000139号富田町富田線 - 岡山市道301000067号岩田町大学町線）
- オランダ通り（岡山市道301000080号表町1号線 - 岡山市道401007030号表町31号線）

#### か行
- けやき通り（岡山市道301000076号東島田町下石井線 - 岡山市道401076005号幸町5号線 - 岡山市道401076007号幸町7号線）
- 県庁通り（岡山市道101000143号錦町古京線）
- 後楽園通り（岡山県道400号後楽園線 - 岡山市道201000074号岩田町弓之町線）
- 国体筋（国道53号）

#### さ行
- 島田筋（岡山市道101000106号いずみ町青江線）
- 市役所筋（岡山市道101000104号南方柳町線）
- 城下筋（岡山県道27号岡山吉井線 - 岡山県道400号後楽園線 - 岡山市道401001013号弓之町13号線）
- 千日前ハレノワ通り（岡山市道401007020号表町21号線）

#### た行
- 大学病院通り（岡山市道101000126号鹿田町旭東町線）

#### な行
- 西口筋（岡山市道101000110号奉還町駅元町2号線）
- 西川緑道公園筋（岡山市道101000139号富田町富田線 - 岡山市道301000067号岩田町大学町線）

#### は行
- ハレまち通り（岡山市道101000143号錦町古京線）
- 東山通り（国道250号 - 岡山県道28号岡山牛窓線）

#### ま行
- 水之手筋（岡山県道213号福島橋本線 - 岡山市道101000105号内山下京橋町線）
- 桃太郎大通り（岡山県道42号岡山停車場線 - 岡山県道27号岡山吉井線）

#### や行
- 柳川筋（国道53号 - 国道180号 - 岡山県道27号岡山吉井線）

### その他
- オペラ通り（岡山市道401074001号本町1号線）
- ロマンチック通り
- 産業道路（岡山県道45号岡山玉野線）
- 放送局通り（岡山県道45号岡山玉野線）
- 旧2号線（国道250号 - 岡山県道21号岡山児島線 - 岡山県道162号岡山倉敷線）

## 郊外

### 高規格道路
- 岡山環状道路
  - 岡南大橋
  - 岡山環状南道路（国道180号）
  - 岡山西バイパス（国道180号）
- 岡山北バイパス（国道53号）

### 愛称命名道路
北区郊外
（市内北部）
- 足守歴史ふれあい通り（岡山市道411900087号足守89号線）
- 近水みち（岡山市道411900077号足守79号線）
- 吉備の中山みち（岡山県道700号岡山総社自転車道線 - 岡山市道200000116号吉備津一宮線）
- 洪庵みち（岡山市道311000025号足守1号線 - 岡山市道411900017号足守19号線 - 岡山市道411900027号足守29号線）
- コンベックスロード（岡山市道106000149号大内田1号線）
- 陣屋みち（岡山市道411900020号足守22号線）
- 木堂こみち（岡山市道306000006号川入撫川線 - 岡山市道406655060号川入64号線 - 岡山市道406655062号川入66号線 - 岡山市道406655066号川入70号線）
- 間倉坂（岡山市道111000075号東山内間倉線）
- 利玄みち

中区郊外
- 百間川ふれあいロード（岡山県道216号沖元円山線 - 岡山市道201000051号沖元1号線）

東区
（西大寺地区など）
- 会陽わっしょい通り（岡山市道102000135号西大寺松崎西大寺中1号線 - 岡山市道302000072号西大寺中1号線 - 岡山市道402402041号西大寺中42号線 - 岡山市道402402046号西大寺中47号線 - 岡山市道402402070号西大寺中71号線）
- 観音院通り（岡山県道37号西大寺山陽線）
- 西大寺学園筋（岡山市道302000067号浅越西大寺上2号線 - 岡山市道302000068号西大寺上西大寺中1号線）
- 西大寺ふれあい通り（岡山県道28号岡山牛窓線 - 岡山市道302000069号西大寺中野本町西大寺中1号線）
- 寺山桜みち（岡山市道409808011号寺山11号線）

南区
- 妹尾大寺通り（岡山県道152号倉敷妹尾線）
- 妹尾駅筋（岡山県道175号妹尾停車場線）
- 伝三郎みち（岡山市道112000091号藤田1号線 - 岡山市道412950237号藤田272号線）
- 並木通り（岡山市道101000145号浦安西町築港元町線）
- 東畦桜通り（岡山市道310000011号東畦4号線）
- 三ツ池小径（岡山市道307000003号箕島3号線 - 岡山市道307000004号箕島4号線）
- 南ノ町筋（岡山県道267号藤田妹尾線）

### 旧街道
- 旧山陽道（近世山陽道）（国道180号、国道250号、 岡山県道27号岡山吉井線、岡山県道28号岡山牛窓線、岡山県道42号岡山停車場線、岡山県道220号沼瀬戸線、岡山県道221号一日市瀬戸線、岡山県道270号清音真金線、岡山県道700号岡山総社自転車道線。岡山市道101000048号矢坂本町岩井線 - 岡山市道101000104号南方柳町線 - 岡山市道105000067号門前新庄下線 - 岡山市道105000071号加茂吉備津線 - 岡山市道200000026号宍甘沼線 - 岡山市道201000032号祇園藤原西町線 - 岡山市道201000074号岩田町弓之町線 - 岡山市道209000020号沼楢原線 - 岡山市道301000060号穝東町藤原線 - 岡山市道301000061号藤原長岡線 - 岡山市道301000068号奉還町1号線 - 岡山市道301000069号三門西町津倉町線 - 岡山市道301000083号柳町表町線 - 岡山市道301000086号森下町中納言町線 - 岡山市道301000183号祇園原尾島線 - 岡山市道305000022号新庄上新庄下3号線 - 岡山市道305000030号加茂4号線 - 岡山市道305000031号加茂5号線 - 岡山市道305000035号吉備津2号線 - 岡山市道309000012号浅川一日市線 - 岡山市道309000014号楢原浅川線 - 岡山市道401007003号表町4号線 - 岡山市道401007007号表町8号線 - 岡山市道401015013号富田町13号線 - 岡山市道401017017号野田屋町17号線 - 岡山市道401059072号国富72号線 - 岡山市道401063060号奉還町61号線 - 岡山市道401140002号葵町2号線 - 岡山市道401268014号長岡14号線 - 岡山市道405615075号加茂80号線 - 岡山市道405618061号新庄下63号線 - 岡山市道405618076号新庄下78号線 - 岡山市道409816071号沼71号線 - 倉敷市道091-2号矢部2号線 - 倉敷市道091-45号矢部45号線 - 倉敷市道1001号矢部吉備線 - 倉敷市道1125号矢部東西線。）
- 旧山陽道（古代山陽道・中世山陽道）（国道53号。岡山市道100000053号楢津津高線 - 岡山市道103000051号西辛川辛川市場線 - 岡山市道103000052号松尾楢津線 - 岡山市道203000083号今岡辛川市場線 - 岡山市道301000024号津島笹が瀬津島南線 - 岡山市道301000046号南方1号線 - 岡山市道301000056号南方野田屋町線 - 岡山市道301000197号伊島町二丁目吉宗線 - 岡山市道303000037号一宮山崎辛川市場線 - 岡山市道401015007号富田町7号線 - 岡山市道401061040号南方41号線 - 岡山市道401061042号南方43号線。）
- 岡山藩六官道
  - 旧金毘羅往来
  - 旧鴨方往来
  - 旧松山往来
  - 旧津山往来
  - 旧倉敷往来
  - 旧牛窓往来
- 旧大山道

### その他
- 岡山バイパス（国道2号）
- 岡山ブルーライン（岡山県道397号寒河本庄岡山線）
- 吉備新線（岡山県道72号岡山賀陽線）
- 新幹線側道（岡山県道242号川入巌井線 - 岡山県道389号吉備津松島線。岡山市道301000185号高柳東町富町二丁目線 - 岡山市道306000031号川入中撫川2号線 - 岡山市道306000032号川入中撫川3号線 - 岡山市道401114019号富町19号線 - 岡山市道401245028号高柳西町28号線 - 倉敷市道1140号富本町三田線。）
- 人絹道路（岡山県道40号岡山港線 - 岡山市道101000125号平福海岸通線）
- 宮道（岡山県道215号江崎金岡線）
- 千両街道（児島湾広域農道）